# Peter Chang
Peter Chang (Liverpool, 1 december 1944 - Glasgow, 25 oktober 2017) was een Brits beeldend kunstenaar, gespecialiseerd in het maken van sieraden.

## Leven en werk
Chang werd geboren uit een Chinese vader en een Britse moeder. Hij groeide op in Liverpool en studeerde grafische vormgeving en beeldhouwen aan het Liverpool College of Art en vervolgens aan de Slade School of Fine Art in Londen. Na zijn studie werkte hij bij de graficus Stanley William Hayter in Parijs.
Vanaf 1984 legde hij vooral zich toe op het maken van surrealistische sieraden, maar hij ontwierp ook meubilair. Chang gebruikte diverse kunststoffen als acryl en pvc in zijn werk, dat hij toepaste in felle kleuren en vormen geïnspireerd door de Chinese cultuur, buitenaards leven en natuur. Hij schuwde daarbij het gebruik van objets trouvés en gerecycled materiaal niet.
Chang was winnaar van de Jerwood Prize for Applied Arts (1995), ontving de Creative Scotland Award van de Scottish Arts Council (2000) en won de Herbert Hofmann-Preis (2003). Werk van Chang is opgenomen in de collecties van diverse musea, zoals het Victoria and Albert Museum, het Schmuckmuseum Pforzheim en het Cooper–Hewitt, National Design Museum.
Chang woonde vanaf 1987 in Glasgow, waar hij in overleed.

## Werk in openbare collecties (selectie)
- Schmuckmuseum Pforzheim
- Cooper–Hewitt, National Design Museum
- Victoria and Albert Museum, Londen[3]

## Tentoonstellingen (selectie)
- 1991 - De feestdis, Galerie Ra, Amsterdam
- 2000 - Het versierde ego, het kunstjuweel in de 20ste eeuw, Koningin Fabiolazaal, Antwerpen
- 2013 - Dare to wear, sieraden uit de collectie Paul Derrez / Willem Hoogstede, CODA, Apeldoorn